# 도날드올리비에 시에
도날드올리비에 시에(1970년 4월 3일 ~ )는 코트디부아르의 전직 축구 선수로 과거 포지션은 미드필더였다.

## 선수 경력

### 클럽
1995년부터 1996년까지 고향팀인 ASEC 미모자에서 활동하다가 1996년 일본 J리그의 나고야 그램퍼스에서 19경기 1골을 기록하며 J리그 디비전 1 1996 시즌 준우승, 슈퍼컵 우승 등을 경험한 뒤 1997년 친정팀인 미모자로 복귀하여 1998년까지 활동했다.
이후 1998년 프랑스 1부 리그의 툴루즈 FC에 입단하였으나 리그 10경기 1골에 그쳤고 1999년 프랑스 2부 리그의 라싱 클뢰브 드 프랑스로 이적하여 리그 20경기 3골을 기록했으며 2000년 같은 2부 리그팀인 스타드 드 랭스로 이적하여 16경기 1골을 기록한 뒤 2001년부터 2010년까지 JS 퀴뇨에서 활동하다가 15년간의 현역 생활을 마감했다.

### 국가대표팀
1990년 코트디부아르 A대표팀 첫 합류 이후 4회 연속 아프리카 네이션스컵 본선(1992년, 1994년, 1996년, 1998년)에 출전하여 이 중 1992년 대회에서 우승을 차지했고 1994년 대회에서도 3위에 오르는데 크게 기여했으며 2000년까지 국제 A매치 통산 42경기 6골을 기록했다.

## 수상

### 클럽
나고야 그램퍼스
- J1리그 : 준우승 (1996)
- 슈퍼컵 : 우승 (1996)

### 국가대표팀
코트디부아르
- 아프리카 네이션스컵 : 우승 (1992), 3위 (1994)

## 통계
| 코트디부아르 | 코트디부아르 | 코트디부아르 |
| 연도         | 출전         | 골           |
| ------------ | ------------ | ------------ |
| 1990         | 1            | 1            |
| 1991         | 2            | 1            |
| 1992         | 5            | 2            |
| 1993         | 6            | 0            |
| 1994         | 9            | 1            |
| 1995         | 2            | 0            |
| 1996         | 3            | 0            |
| 1997         | 1            | 0            |
| 1998         | 6            | 0            |
| 1999         | 3            | 0            |
| 2000         | 4            | 1            |
| 합계         | 42           | 6            |